# Ōzu, Ehime
Ōzu (大洲市 Ōzu-shi) là một thành phố thuộc tỉnh Ehime, Nhật Bản.